# 草房子 (电影)
《草房子》（英語：Thatched Memories），导演徐耿，主演曹丹、杜源、吴琴琴、金荣喜、许雁青。《草房子》改编自儿童文学作家曹文轩的同名长篇小说。《草房子》於2000年8月17日在香港上映。《草房子》讲述了主人公“桑桑”童年在油麻地小学的故事。

## 剧情
1962年，“桑桑”跟随父亲桑乔来到来到油麻地小学上学，在这里，他和同学、老师之间发生了一系列有趣的故事。

## 演出
| 演员   | 角色   | 备注               |
| 曹丹   | 桑桑   |                    |
| 杜源   | 桑乔   | 桑桑的父亲。校长。 |
| 吴琴琴 | 纸月   |                    |
| 金荣喜 | 杜小康 | 班长。             |
| 许雁青 | 陆鹤   | 外号秃鹤           |

## 得奖
| 年份   | 奖项                 | 类别         | 提名者     | 是否得奖 | 备注  |
| ------ | -------------------- | ------------ | ---------- | -------- | ----- |
| 1998年 | 第5届中国电影华表奖  | 优秀儿童片   | 《草房子》 | 獲獎     | [ 1 ] |
| 1999年 | 第8届中国电影童牛奖  | 优秀故事片   | 《草房子》 | 獲獎     | [ 2 ] |
| 1999年 | 第8届中国电影童牛奖  | 优秀编剧     | 曹文轩     | 獲獎     | [ 2 ] |
| 1999年 | 第8届中国电影童牛奖  | 优秀导演     | 徐耿       | 獲獎     | [ 2 ] |
| 1999年 | 第8届中国电影童牛奖  | 优秀儿童演员 | 曹丹       | 獲獎     | [ 2 ] |
| 1999年 | 第19届中国电影金鸡奖 | 最佳儿童片   | 《草房子》 | 獲獎     |       |
| 1999年 | 第19届中国电影金鸡奖 | 最佳编剧     | 曹文轩     | 獲獎     |       |
| 1999年 | 第19届中国电影金鸡奖 | 最佳男配角   | 杜源       | 獲獎     |       |

## 外部连接
- 豆瓣电影上《草房子》的資料 （简体中文）
- 时光网上《草房子》的資料（简体中文）
- 互联网电影数据库（IMDb）上《草房子》的资料（英文）